# Néboa
Néboa és una sèrie de televisió espanyola produïda per RTVE i Voz Audiovisual i protagonitzada per Emma Suárez i Isabel Naveira. Va ser estrenada el 15 de gener de 2020 a La 1.

## Argument
És la primera nit de carnestoltes o entroido a l'illa de Néboa, quan apareix el cadàver d'una adolescent a O Burato do Demo, un lloc envoltat de llegendes: en aquesta mateixa cova ja havien aparegut cossos assassinats de la mateixa forma, en 1919 i en 1989. En totes dues ocasions, aquests crims van iniciar una sèrie de cinc assassinats durant els vuit dies de carnestoltes. Assassinats que mai es van arribar a resoldre.
La creença popular és que l'assassí és o urco, un home amb cap de llop que sali de la mar envoltada de cadenes per a emportar-se als vius i que, al mateix temps, és una de les figures representatives de l'"entroido" de Néboa. Qui està cometent assassinats des de fa més de 100 anys? Per a Mónica (Emma Suárez) i Carmela (Isabel Naveira), ha començat el compte enrere.

## Repartiment

### Principal
- Emma Suárez – Teniente Mónica Ortiz
- Isabel Naveira – Sargento Carmela Souto
- Antonio Durán "Morris" – Antón Galmán
- María Vázquez – Rosa Seoane
- Alba Galocha – Vega Alonso Ortiz
- Nacho Nugo – Gael Noguerol Souto
- Denís Gómez – Roque Noguerol
- Santi Prego – Alejandro Ulloa
- Xabier Deive – Gonzalo Torreiro
- César Cambeiro – Andrés Viqueira

### Secundari
- Eva Fernández – Mara Cabezas
- Sabela Arán – Olaia Ulloa Cabezas (Episodi 1 - Episodi 6; Episodi 8)
- Jorge Varandela – Roi Ulloa Cabezas (Episodi 1 - Episodi 3; Episodi 5 - Episodi 8)
- Luisa Merelas – Doña Amparo Ulloa
- Daniel Currás – Alberto Canedo
- Alfonso Agra – Julio Rivas "Coruxo" (Episodi 1 - Episodi 3; Episodi 5 - Episodi 6; Episodi 8)
- Nuncy Valcárcel – Marina Beceiro (Episodi 1 - Episodi 3; Episodi 5 - Episodi 7)
- Federico Pérez Rey – Ramón Varela "Moncho" (Episodi 1 - Episodi 3)
- Martín Duplá - Brais Galmán Seoane
- Monti Castiñeiras - José Manuel "Cholo" Suoto (joven) (Episodi 1; Episodi 4; Episodi 6 - Episodi 8)
- David Seijo – Mario Castro "Cascudo" † (Episodi 1 - Episodi 4; Episodi 8)
- Santi Cuquejo – Arturo Otero "Turco" (Episodi 1 - Episodi 3; Episodi 5; Episodi 8)
- Carmela Martins – Comba Fernández (Episodi 1 - Episodi 3; Episodi 5)

Amb la col·laboració especial de
- Nancho Novo – Tinent Manuel Ferro Castiñeiras † (Episodi 1 - Episodi 2; Episodi 8)
- Denisse Peña – Ana Galmán Seoane †
- Gonzalo Ramos – Emilio Rivera López (Episodi 3 - Episodi 6)

### Episòdic
- Toni Salgado – Miguel Ferreiro "Pinche" (Episodi 1; Episodi 3)
- Iolanda Muíños – Isabel Grandío
- Fina Calleja – Benita Pillado
- Rebeca Montero – Nati Mosqueira
- Uxío Losada – José Manuel "Cholo" Suoto (Episodi 1 - Episodi 5)
- Jaime Vilasoa – Médico forense (Episodi 1)
- David Pereiro – Guardia civil (Episodi 1 - Episodi 2; Episodi 4; Episodi 6 - Episodi ¿?)
- Patricia Basoa – Guardia civil (Episodi 1; Episodi 6 - Episodi ¿?)
- Fé Besteiro – Mare de Comba (Episodi 1; Episodi 3)
- Fran Muíño – Pare de Turco (Episodi 1; Episodi 3; Episodi 5)
- Tacho González – Bieito Blanco (Episodi 2; Episodi 5 - Episodi ¿?)
- Sofía Rivas – Emma Montes (Episodi 2; Episodi 4 - Episodi 5)
- Alejandro Carro – Agent de la funerària (Episodi 2)
- Xosé Eirín – Gabino Mosteiro (Episodi 2)
- Miguel Rodríguez – Alejandro Ulloa (jove) (Episodi 2; Episodi 4; Episodi 6 - Episodi ¿?)
- Sabela Ríos – Rosa Seoane (jove) (Episodi 2; Episodi 4; Episodi 6 - Episodi ¿?)
- Alfredo Andreu – Gonzalo Torreiro (jove) (Episodi 2; Episodi 4; Episodi 6 - Episodi ¿?)
- Rebeca Mirás – Doña Amparo (jove) (Episodi 2; Episodi 4)
- Teresa Sánchez – Isabel Grandío (jove) (Episodi 2; Episodi 4; Episodi 6 - Episodi ¿?)
- Maruxa Vázquez – Carmucha (Episodi 2)
- Luis Novo – Vecino (Episodi 2)
- Cristina Fuentes – Laura Domínguez (Episodi 3)
- Lois Soaxe – Silverio Rodríguez (Episodi 3 - Episodi 4)
- Saamira Ganay – Tareixa Carnota (Episodi 3)
- Iván Feal – Camarero (Episodi 3; Episodi 5 - Episodi ¿?)
- Víctor Maceiras – Requeixo (Episodi 3 - Episodi 4)
- Fernando Morán – Manuel Figueroa (Episodi 4)
- Rebeca Zajac – Mara Cabezas (jove) (Episodi 4; Episodi 6 - Episodi ¿?)
- Sarai Ríos – María Neira (Episodi 4)
- Toni Baldomir – Guardia civil (Episodi 4 - Episodi 5)
- Tito Asorey – Tinent Táboas (Episodi 5)
- Machi Salgado – Matías (Episodi 5)
- Fernando Rivas – Guàrdia marítim (Episodi 5)
- Ana Santos – ¿? (Episodi 6 - Episodi ¿?)
- Nieves Rodríguez – ¿? (Episodi 6 - Episodi ¿?)
- Ana Oca – Carmela (Episodi 6 - Episodi 7)

## Producció
La sèrie es va anunciar oficialment a la fi de març de 2019. Al maig comença el rodatge d'aquesta, confirmant a gran part del repartiment, incloent a la protagonista, Emma Suárez. A l'agost es dona per finalitzat oficialment el rodatge. Aquest mateix mes es comença a promocionar en TVE. A principis de 2020 s'anuncia que la ficció serà estrenada en el prime-time de La 1 el dimecres 15 de gener.

## Temporades i episodis
| Temporada | Temporada | Episodis | Estrena             | Final             | Audiència mitjana | Audiència mitjana | Audiència mitjana |
| Temporada | Temporada | Episodis | Estrena             | Final             | Espectadors       | Quota             |                   |
| --------- | --------- | -------- | ------------------- | ----------------- | ----------------- | ----------------- | ----------------- |
|           | 1         | 8        | 15 de gener de 2020 | 4 de març de 2020 | 1 244 000         | 8,4%              |                   |

### Primera temporada
| N.º (sèrie) | Títol                  | Director              | Guionista(s)                                | Data d'emissió       | Audiència         |
| ----------- | ---------------------- | --------------------- | ------------------------------------------- | -------------------- | ----------------- |
| 1           | «Mércores de fariñada» | Gonzalo López-Gallego | Alberto Guntín, Xosé Morais y Víctor Sierra | 15 de gener de 2020  | 1 573 000 (10,3%) |
| 2           | «Xoves de folións»     | Gonzalo López-Gallego | Alberto Guntín, Xosé Morais y Víctor Sierra | 22 de gener de 2020  | 1 233 000 (8,2%)  |
| 3           | «Venres de máscaras»   | Jorge Saavedra        | Alberto Guntín, Xosé Morais y Víctor Sierra | 29 de gener de 2020  | 1 318 000 (8,7%)  |
| 4           | «Sabado das meigas»    | Jorge Saavedra        | Alberto Guntín, Xosé Morais y Víctor Sierra | 5 de febrer de 2020  | 1 044 000 (7,0%)  |
| 5           | «Domingo de bica»      | Manu Gómez            | Alberto Guntín, Xosé Morais y Víctor Sierra | 12 de febrer de 2020 | 1 133 000 (7,5%)  |
| 6           | «Luns Borralleiro»     | Manu Gómez            | Alberto Guntín, Xosé Morais y Víctor Sierra | 19 de febrer de 2020 | 1 201 000 (8,1%)  |
| 7           | «Martes de Entroido»   | Gonzalo López-Gallego | Alberto Guntín, Xosé Morais y Víctor Sierra | 26 de febrer de 2020 | 1 237 000 (8,5%)  |
| 8           | «Mercores de fariñada» | Gonzalo López-Gallego | Alberto Guntín, Xosé Morais y Víctor Sierra | 4 de març de 2020    | 1 216 000 (8,5%)  |